# Jardim São Gabriel

O Jardim São Gabriel é um bairro da Zona Sul de Campinas, tendo ao norte a Vila Joaquim Inácio, a nordeste o Jardim São Pedro, a leste o Parque dos Cisnes, ao sul o Jardim São Vicente e a oeste a Vila Georgina e o Jardim Amazonas. 
Esse bairro, por estar em uma altitude maior que a do restante da cidade (cerca de 780 m), sedia várias emissoras de rádio e de televisão de Campinas, como a EPTV Campinas, a Band Mais, e as rádios Educadora FM, Cidade FM, entre outros. A TV Thathi Campinas possui a antena transmissora no bairro.
Ao lado do Jardim São Gabriel passa a Rodovia Francisco von Zuben (SP-91), que liga Campinas a Valinhos.

## Bairros dentro do Jardim São Gabriel
Em função do fato de Campinas não ter delimitação legal e precisa dos bairros, há bairros que são desconhecidos da população em geral, em função de seu pequeno tamanho:
1. Jardim do Vale (próximo à parte alta do São Gabriel);
2. Jardim Santo Expedito (a noroeste, próximo do Jardim Cura d'Ars);
3. Jardim Tupi (ao norte);
4. Vila Carminha (a oeste, próximo à Vila Georgina).